# Mathis Type QM
La Type QM era un'autovettura di fascia media, prodotte tra il 1929 ed il 1932 dalla casa automobilistica francese Mathis.

## Profilo
La Type QM fu lanciata alla fine del 1929 come sostituta della Type GM, oramai unica sopravvissuta della famiglia della Type G. Rispetto alla sua antenata, la Type QM propose un propulsore da 1.6 litri in luogo della vecchia unità motrice da 1.5 litri. Il ventaglio di versioni disponibili era piuttosto ampio, anche se all'inizio non lo era tanto quanto le Type G e GM che l'hanno preceduta: inizialmente mancavano infatti una versione berlina ed una versione coach, ma in compenso, vi era la possibilità di averla come roadster.
In ogni caso, la Type QM utilizzava tre telai differenti a seconda della carrozzeria: il telaio a passo corto (2.65 m) era destinato alle roadster e alle coupé-faux cabriolet. Le versioni torpedo e limousine utilizzavano invece un telaio a passo allungato (2,95 m). Le versioni commerciali e la versione taxi-landaulet erano invece realizzate su un telaio rinforzato appositamente per il particolare utilizzo di tali versioni e derivato dal normale telaio a passo lungo.
La Type QM era equipaggiata da un motore a 4 cilindri da 1629 cm³ di cilindrata. La distribuzione era a valvole laterali. La potenza massima era di 30 CV.
La trasmissione prevedeva una frizione monodisco a secco, mentre il cambio era a 4 marce. In opzione si poteva avere anche un cambio ad innesti silenziosi, per garantire maggior comfort.
La velocità massima era di circa 95 km/h, non il massimo per vetture di questo tipo, ma soddisfacenti se si tiene conto che una delle caratteristiche delle Type QM era quella di proporre carrozzerie assai spaziose per il comfort degli occupanti, e quindi già la massa a vuoto della vettura era superiore alla media, penalizzando quindi le prestazioni.
Nell'aprile del 1930, la gamma si arricchì con l'arrivo delle versioni berlina e coach. Sparirono però le versioni roadster, limousine e taxi-landaulet. Per l'occasione, la Type QM fu ribattezzata come Type QMN: tra le novità più consistenti vi fu l'utilizzo di un unico telaio, lo stesso delle contemporanee Type MYN, di 2.735 m di passo. Il cambio ad innesti silenziosi era stavolta di serie. Per il resto, la meccanica riprendeva quella della Type QM.
Nel luglio del 1931 fu introdotta la Type QMY, che montava un motore leggermente più piccolo come cilindrata, la quale era di 1525 cm³. Anche la potenza, di 28 CV, era leggermente inferiore a quella della Type QMN. La trasmissione poteva essere anche dotata del sistema "a ruota libera", presente su alcune vetture dell'epoca e consistente nel permettere al motore di rendersi indipendente dalla trasmissione quando veniva rilasciato l'acceleratore, un po' come avviene nelle biciclette quando, dopo una pedalata si interrompe la spinta dei piedi sui pedali e la bicicletta stessa continua il suo percorso fino a che non ci si ferma o non si riprende la pedalata. La Type QMY era disponibile solo come berlina, in due livelli di allestimento. All'inizio del 1932, la Type QMN fu proposta unicamente nelle versioni commerciali, e la Type QMY la sostituì almeno nelle versioni berlina.
Solamente durante l'estate del 1932 fu proposta la Type QPY, detta anche Type QY, che utilizzava il telaio della Type PY con motore della Type QMY. L'incontro fra quel telaio e quel motore non fu l'unico, dal momento che vi fu anche quando fu commercializzata (con scarso successo) la Type PY Sport. Il telaio era a passo accorciato (2.425 m) e permetteva alla vettura di essere più leggera e prestante, raggiungendo i 100 km/h di velocità massima.
Alla fine dell'estate del 1932, l'intera gamma originata dalla Type QM tre anni prima fu tolta di produzione.